# Umespiron
Umespiron (KC-9172) je lek iz azapironske klase koji poseduje anksiolitičke i antipsihotičke osobine. On je parcijalni agonist 1A receptora, D2 receptora, i antagonist α1-adrenoceptora. On isto tako ima slab afinitet za sigma receptor. Za razliku od drugih anksiolitika i antipsihotika, umespiron proizvodi minimalnu sedaciju, kognitivni deficit, katalepsiju, i ekstrapiramidalne simptome.